# Deviatore di traiettoria
Il deviatore di traiettoria è un attrezzo destinato alla preparazione dei portieri di calcio, che è stato realizzato e brevettato dall'ex portiere  del Napoli Raffaele Di Fusco.

## Descrizione
È formato da quattro tubi di metallo saldati fra loro in modo da realizzare la forma di una W. 

## Funzionamento
L'attrezzo viene disposto sull'erba di fronte alla porta dove si colloca il portiere che si deve allenare a difenderla. Il pallone viene calciato rasoterra in modo tale che, quando incontra l'attrezzo, la sua traiettoria viene deviata in modo imprevedibile rispetto alla direzione in cui viene calciata. Questo permette al portiere di allenarsi a parare anche palloni che, durante una partita di calcio, possono subire imprevedibili e improvvise deviazioni.
È possibile variare l'angolo formato dai tubi in modo da rendere più accentuate le deviazioni delle traiettorie, secondo le necessità del preparatore dei portieri.